# Limbacher Károly
Limbacher Károly, Gottfried Carl Limbacher (Pozsony, 1868. május 30. – Budapest, 1937. szeptember 6.) kertész, magyar királyi kertészeti igazgató.

## Életrajza
Limbacher Sámuel és Posch Zsuzsanna fiaként született. A gyakorlati kertészeti ismereteket Magyarországon sajátította el, az elméletieket a mödlingi mezőgazdasági tanintézetben és a köstritzi kertészeti iskolában.
1898-ban a kolozsmonostori Gazdasági Tanintézetben, majd a békéscsabai, a karcagi földmívesiskolában, 1901-ben a lőcsei kertmunkásiskolában működött. 1921-ben átvette a budaörsi állami törzsgyümölcsös vezetését, 1929-ben a Kertészeti Tanintézethez nyert beosztást. 1932-ben vonult nyugalomba. Budapesten hunyt el 69 évesen, 1937. szeptember 6-án vérrögösödés, érelmeszesedés következtében. Felesége Rosse Roos Gizella volt.

## Munkássága
Az Országos Pomológiai Bizottságban különböző gyümölcsfajták hazai elterjesztésén fáradozott.

## Főbb munkái
- Gyümölcsfák nevelése, gondozása és a-korai főzelék- és zöldségfélék termelése (Szolnok, 1899)
- Der Gemüsebau auf dem Lande (Lőcse, 1904)
- A bolgárrendszerű zöldségtermelés és a korai főzelék és zöldségfélék termelése (Lőcse, 1917)
- A konyhakerti növények korai termesztése melegágyakban és üvegházakban (Budapest, 1928)
- Útmutató közutak, legelők és rétek, valamint szántóföldek gyümölcs és egyéb haszonfákkal való befásításához (Budapest, 1930)